# Keisuke Minegishi
Keisuke Minegishi (嶺岸 佳介 Minegishi Keisuke?), född 12 september 1991 i Miyagi prefektur, är en japansk fotbollsspelare.
Minegishi började sin karriär 2014 i Zweigen Kanazawa. Han spelade 26 ligamatcher för klubben. 2018 flyttade han till Azul Claro Numazu.